# Guerra civile galattica
La guerra civile galattica  è un conflitto combattuto nella galassia della saga di Guerre stellari. Costituisce lo sfondo della trilogia originale composta da Una nuova speranza, L'Impero colpisce ancora e Il ritorno dello Jedi, nonché di numerosi romanzi, fumetti e videogiochi nell'Universo espanso.
La guerra fu combattuta tra l'Impero Galattico e l'Alleanza Ribelle. Nonostante il conflitto stesso inizi poco prima degli eventi di Una nuova speranza, le basi della guerra vengono descritte in La vendetta dei Sith.
La guerra fu, ad un livello base, una semplice rivolta contro il regime autoritario dell'Impero Galattico guidato dall'imperatore Palpatine che, sconosciuto alla maggior parte della galassia, era in realtà il Signore dei Sith che programmò la distruzione degli Jedi, cercando di rimpiazzare la Repubblica Galattica con un nuovo e più potente regime.
Durante la sua ascesa al potere nei giorni tristi della Vecchia Repubblica molti senatori si allarmarono accorgendosi della concentrazione del potere nelle mani di Palpatine. Con il suo decreto per il governo dei Settori, emesso poco prima della fine delle guerre dei cloni, si autoconcesse il potere di rendere il Senato praticamente inefficace. Aveva il potere di nominare personalmente i governatori delle varie regioni della galassia; nonostante fossero nominati ancora dal Senato, dovevano rispondere solo all'imperatore. Ovviamente tutti questi posti vennero occupati da loschi personaggi fedeli a Palpatine.
La guerra vera e propria iniziò alcuni anni prima della Battaglia di Yavin con la dichiarazione ufficiale della Ribellione e dell'Alleanza Ribelle da parte dei senatori dissidenti. All'atto di inizio della guerra, l'Impero controlla la maggior parte della galassia, nonché una forza militare di tutto rispetto; l'Alleanza invece dispone di poche risorse e forze, trovandosi in grande difficoltà.

## Il conflitto

### Battaglie della guerra civile galattica
- Battaglia di Scarif: grazie all'opera della squadra Rogue One, i ribelli riuscirono a rubare i piani della Morte Nera.
- Battaglia di Yavin: grazie ai piani rubati, i Ribelli riuscirono a trovare un punto debole nella Morte Nera, distruggendola nella Battaglia di Yavin. Poco prima della battaglia Alderaan, per molto tempo pianeta ostile a Palpatine, venne distrutto dalla Morte Nera per convincere la principessa Leila a rivelare la locazione della base Ribelle. La distruzione del pianeta pose fine alla vita di circa 2 miliardi di persone, inclusa quella del padre adottivo di Leila, Bail Organa.
- Battaglia di Hoth: nonostante il grande successo di Yavin, come spiegato ne L'Impero colpisce ancora, i Ribelli soffrirono un "periodo oscuro". La distruzione della Morte Nera non aveva minimamente intaccato la forza militare dell'Impero. L'Alleanza fu costretta a scappare da Yavin fuggendo per tre anni inseguita dalla flotta imperiale attraverso la galassia. Alla fine riuscirono a stabilire una base sul pianeta Hoth. La nuova base mantenne la sua segretezza per poco tempo prima di essere distrutta durante la battaglia di Hoth. I pochi superstiti dovettero sopravvivere a bordo delle navi nella periferia della galassia (come notato alla fine di L'Impero colpisce ancora). L'oppressione dell'Impero ebbe la paradossale conseguenza che molti dissidenti al governo imperiale si schierarono dalla parte dell'Alleanza Ribelle. Comandanti capaci della Vecchia Repubblica come Jan Dodonna guidarono le forze militari, conducendole ad alcune vittorie tra cui quella di Yavin. L'ammutinamento dell'Incom Corporation fornì all'Alleanza i potenti X-wing. Nell'Universo espanso si afferma che l'Impero fosse molto razzista riguardo ai non umani, arrivando a schiavizzare intere razze tipo i Wookiee; grazie a questo molte razze non umane si allearono con i Ribelli. Palpatine riuscì a sfruttare il momento nero dell'Alleanza per rafforzare il proprio potere, abilità già dimostrata in passato. Dopo i fatti di Danuta, Palpatine sciolse il Senato, permettendo ai propri Governatori di esercitare un controllo diretto sui territori. Le forze militari furono potenziate con armi più capaci e navi di nuova concezione.
- Battaglia di Bespin: grazie al ruolo centrale giocato da Luke Skywalker nella Battaglia di Yavin, egli divenne la maggior minaccia per l'Imperatore; essendo il Signore dei Sith solo uno Jedi avrebbe potuto distruggere il suo regno, e Luke aveva già mostrato di possedere il potenziale del padre. In "L'Impero colpisce ancora" Palpatine e Lord Fener sono concordi nel decretare la morte di Luke a meno che questi si allei con loro. Durante la Battaglia di Bespin Fener rivela a Luke di essere il padre, e propone di formare un'alleanza di Skywalker per ribaltare Palpatine. Luke rifiuta la proposta, ma la loro relazione giocherà un ruolo principale nella caduta dell'Impero.
- Battaglia di Endor: in seguito alla distruzione della Morte Nera a Yavin, l'impero iniziò la costruzione di una seconda, più potente, Morte Nera. Quando ancora era in fase di costruzione, nonostante avesse già alcune armi operative e fosse protetta dal campo energetico generato dalla luna attorno alla quale orbitava (chiamata Endor), questa nuova nave fu attaccata dall'Alleanza Ribelle. Nonostante Palpatine avesse permesso ai Ribelli di venire a conoscenza della nuova Morte Nera, dello stato incompleto e della natura delle sue difese, fallì nel tentativo di eliminare gli indigeni Ewok (che permisero all'Alleanza di distruggere lo schermo del campo magnetico) e i comandanti Ribelli, che protessero la loro flotta dalle potenti armi della Morte Nera affrontando la flotta imperiale da vicino, anche se la potente contraerea abbatté molti di loro. La battaglia di Endor fu una vittoria per l'Alleanza Ribelle. Palpatine morì, così come Lord Fener, l'enorme flotta imperiale presente alla battaglia venne dispersa e la nuova Morte Nera distrutta. Nelle fasi successive alla battaglia, le persone di molti pianeti festeggiarono la fine del potere Imperiale, comprese le persone di Coruscant, ex capitale dell'Impero.

## Star Wars Legends

### Cause
Come mostrato nella versione romanzata de La vendetta dei Sith, in risposta al decreto, quasi 2000 senatori, inclusi i potenti Bail Organa, Mon Mothma e Padmé Amidala, firmarono una petizione chiedendone la cancellazione. Palpatine non solo ignorò la richiesta, ma ordinò l'arresto della maggior parte dei firmatari, denunciandoli come traditori. I pochi rimasti liberi furono obbligati ad appoggiare le politiche imperiali. Questi senatori riuscirono comunque a tramare contro l'imperatore e il nuovo Impero Galattico, ponendo le basi per la futura guerra civile.
Nonostante Padmé Amidala sia morta alla fine della guerra dei Cloni, Mon Mothma, Bail Organa e Garm Bel Iblis sottoscrissero il trattato di Corellia, che spiegava in modo dettagliato le critiche all'Imperatore, proclamando la decisione di avversarlo.

### L'inizio della Ribellione
L'Alleanza Ribelle fu scoperta dall'Impero poco prima della battaglia di Danuta. L'impero catturò e imprigionò molti ribelli per interrogarli e torturarli a bordo della Morte Nera. I ribelli fuggirono dalle loro celle provocando una rivolta sulla nave. Molti di loro furono uccisi, altri fuggirono con una parte dei piani della Morte Nera.

### La fondazione della Nuova Repubblica
Nell'Universo espanso, il governo dell'Alleanza, ribattezzato "Nuova Repubblica", dimostrò di essere debole trattando affari di stato. Questa Nuova Repubblica fu tormentata da lotte politiche intestine, e si mostrò inefficace nella gestione di crisi come nella crisi della Flotta Nera e durante l'invasione degli yuuzhan vong (che terminò con la conquista di Coruscant); l'intervento degli eroi, molti dei quali avevano contribuito alla sua nascita, come Luke Skywalker, Leila Organa e Ian Solo, evitarono il soccombere della Repubblica a questi esseri.

### La guerra civile galattica oltre i film
L'Universo espanso dettaglia molte più battaglie all'interno del conflitto, tipo il coinvolgimento del principe Xizor. Molti di questi eventi possono essere trovati nella cronologia riportata sotto.
Inoltre, secondo l'Universo espanso la guerra continuò per molti anni dopo la battaglia di Endor. Con la distruzione della leadership centrale dell'Impero, l'organizzazione cadde nelle mani dei signori della guerra, diventando disorganizzata e debole. Nonostante tutto, l'Impero restò una formidabile minaccia per la Nuova Repubblica, visto che controllava buona parte della galassia e aveva ancora accesso alla vecchia potenza militare. In un tentativo di restaurare la pace galattica, la Nuova Repubblica iniziò una campagna di riconquista dei mondi imperiali, inclusi Coruscant, l'ex capitale della Repubblica Galattica e dell'Impero Galattico. L'impero risorse molte volte grazie all'intervento di leader potenti come il grande ammiraglio Thrawn e ad una serie di cloni di Palpatine, ma veniva regolarmente sciolto ogni volta che questi capi venivano uccisi.
In seguito, un trattato di pace fu stipulato tra la Nuova Repubblica e la piccola parte di galassia ancora sotto il controllo dell'Impero (o di ciò che ne restava), diciannove anni dopo la vittoria ribelle di Yavin. In questo periodo l'Impero sopravvissuto, guidato dal grande ammiraglio Gilad Pellaeon, consisteva di otto settori al confine delle Regioni Ignote nell'Anello Esterno.

### Cronologia della guerra civile galattica nell'Universo espanso
Quella che segue è una cronologia della guerra civile galattica. Da notare il fatto che molte di queste battaglie sono riassunte nella breve presentazione dei rispettivi videogiochi o articoli. Le date potrebbero non essere accurate.
- 19 BBY – Formazione dell'Impero Galattico, inizio della Grande Purga Jedi, primi dissensi organizzati contro Palpatine da alcuni membri del Senato
- c. 2 BBY – Formazione dell'Alleanza Ribelle, sotto il controllo di Mon Mothma di Chandrila, Bail Organa di Alderaan, e Garm Bel Iblis di Corellia
- Battaglia di Danuta – Prima vittoria dell'Alleanza, furto dei piani della Morte Nera
- Rivolta nella Morte Nera - .7 BBY – Riesce un'evasione all'interno della Morte Nera (una missione di Star Wars: Battlefront II)
- Battaglia di Polis Massa - .1 BBY – Tentativo di recuperare i piani della Morte Nera; prima delle principali battaglie che compongono la guerra (descritta in Star Wars: Battlefront II)
- Attacco alla Tantive IV - 0 BBY – Altro tentativo di recuperare i piani; cattura della Principessa Leila Organa. Da Una Nuova Speranza
- Attacco su Tatooine - 0 BBY – Ricerca dei droidi che hanno rubato i piani. Da Star Wars: Battlefront
- Attacco su Tatooine (Fase 2) - 0 BBY – L'impero setaccia Mos Eisley per continuare la ricerca. Da Star Wars: Battlefront
- Distruzione di Alderaan - 0 BBY - Alderaan viene distrutto; il senatore Bail Organa è tra le molte vittime. Un episodio di Una Nuova Speranza
- Battaglia di Yavin - 0 BBY – Distruzione della prima Morte Nera; raccontata in Una Nuova Speranza e altre fonti
- Prima battaglia alla base di Yavin - 0 ABY – I Ribelli vengono cacciati da Yavin; raccontata in molte fonti
- Massacro di Talay – Creazione delle Dark Trooper
- Battaglia di Ralltiir – Tentativo imperiale di catturare gli scienziati Ribelli
- Battaglia di Thyferra – Morte del Grand Moff Kohl Seerdon
- Battaglia di Hoth - 3 ABY – Maggiori perdite per l'Alleanza
- Battaglia di Bespin - 3 ABY - Bespin viene attaccata dall'Impero; Ian Solo, eroe Ribelle, viene catturato
- Battaglia di Gall - 3 ABY – Tentativo fallito dei Ribelli per la liberazione di Ian Solo da Boba Fett prima della consegna a Jabba the Hutt. Mostrato in Star Wars: Shadows of the Empire
- Battaglia di Dubrillion - 3.3 ABY – Distruzione della maggior parte delle infrastrutture imperiali
- Battaglia di Tanaab - 3.5 ABY - Lando Calrissian difende gli agricoltori da un commando di pirati. Mostra grandi capacità e viene in seguito reclutato come comandante Ribelle
- Battaglia di Xizor's Skyhook - 4 ABY – Morte del Principe Xizor al culmine di Shadows of the Empire
- Battaglia di Kothlis - 4 ABY – I piani della seconda Morte Nera vengono trasmessi al "Razor", attaccato a Kothlis
- Battaglia di Fondor - 4 ABY – Prevenzione della produzione di un nuovo Super star destroyer che potrebbe essere stato usato durante la Battaglia di Endor
- Battaglia di Carkoon - 4 ABY - Ian Solo viene salvato da Jabba the Hutt da molti Ribelli. Mostrato in Il ritorno dello Jedi
- Battaglia di Bespin seguito - 4 ABY
- Battaglia di Endor - 4 ABY – Distruzione della seconda Morte Nera e frammentazione dell'Impero. Visto in Il ritorno dello Jedi
- Battaglia di Bakura - 4 ABY – Un pianeta imperiale viene attaccato da forze sconosciute, l'Alleanza manda aiuti
- Caduta di Coruscant - 6 ABY - Coruscant alla fine cade sotto le forze della Nuova Repubblica
- Campagna di Thrawn - 9 ABY – Il Grande Ammiraglio Thrawn inizia una battaglia volta alla distruzione della Nuova Repubblica
- Battaglia di Bilbringi - 9.5 ABY – fine della Campagna di Thrawn
- 10 ABY – Distruzione finale del primo Impero Galattico di Palpatine presso Byss. Descritto nei libri a fumetti Dark Empire e Empire's End
- 19 ABY – Un trattato di pace tra i resti dell'Impero e la Nuova Repubblica pone fine alla Guerra Civile Galattica

### Operazione Strike Fear
Operazione Strike Fear è il nome dato dall'Imperatore Palpatine al piano per distruggere Mon Mothma e l'Alleanza Ribelle. Fu un insuccesso e, alla fine, terminò con la distruzione della Morte Nera. Questa operazione viene descritta principalmente nel videogioco Star Wars: X-Wing. I dettagli precisi non sono chiari, visto che il gioco era giocato interamente dal punto di vista dei Ribelli. L'operazione si concludeva con la distruzione dello star destroyer Invincibile.
Nonostante "Strike Fear" non venga mai menzionata nei film, se ne trova traccia in Star Wars: the Essential Chronology e nel gioco già citato Star Wars: X-Wing.